# Arca di Berardo Maggi
L'Arca sepolcrale di Berardo Maggi è un'opera scultorea realizzata in rosso ammonitico (121×197×101,5 cm) entro il primo quarto del XIV secolo e conservata nel duomo vecchio di Brescia.
Il monumento funebre è stato realizzato da uno sconosciuto maestro locale per conservare le spoglie mortali di Berardo Maggi, vescovo di Brescia dal 1275 al 1308 e, dal 1298 sino alla morte, principe e signore della città.
Il mausoleo rievoca gli atti compiuti in vita dal defunto attraverso un fitto e complesso apparato iconografico posto in corrispondenza del coperchio: lo stesso Berardo era stato infatti pacificatore delle lotte intestine tra guelfi e ghibellini bresciani nel 1298, ammettendo in città la fazione ghibellina scacciata in precedenza e portando a una situazione di sostanziale rappacificazione.

## Storia

### Un sarcofago per Berardo Maggi
(Historia Camilli de Maggis patricii Brixiae de rebus patriae, Brescia, Biblioteca Queriniana, Manoscritto C.I. 14, c. 310)

Possibile collocazione originaria del sepolcro: o la cosiddetta Platea di Santa Maria (in primo piano), o l'altare maggiore (sul fondo del presbiterio)

La citazione è tratta dal Chronicus de rebus Brixie di Camillo Maggi e indica come il fratello dello stesso Berardo, Maffeo Maggi, si fosse premurato di fare collocare il sarcofago nella cosiddetta Rotonda, ossia nel duomo vecchio di Brescia. Per spiegare l'intervento del fratello è opportuno chiarire gli eventi successivi la morte dello stesso Berardo, sopraggiunta nel 1308: vista la necessità di trovare un luogo per la sua sepoltura ed anche un degno sarcofago per la salma, fu lo stesso fratello Maffeo a prendersi carico della realizzazione del sarcofago e a farlo porre nel già detto luogo; ad onor del vero, non si sa quale potesse essere l'originaria e precisa collocazione del sarcofago nel contesto della cattedrale, cioè se fosse vicino ad un qualche altare o collocato in una eventuale cappella privata, e per questo motivo si può procedere solo per ipotesi: forse si trovava nei pressi dell'altare maggiore; forse, invece, nella cosiddetta Platea di Santa Maria.
Quasi sicuramente, comunque, il sepolcro del Maggi instaurava con la chiesa un dialogo sia simbolico che artistico piuttosto evidente, oltre che coerente e funzionale. In ogni caso, questa prima integrazione tra opera d'arte e il suo "contenitore" (il medesimo duomo vecchio) è preclusa all'osservatore contemporaneo: il mausoleo stesso è stato infatti collocato, dalla fine del XIX secolo, all'ingresso della cattedrale e risulta essere, dunque, privo di una qualunque integrazione con altari o luoghi liturgici del medesimo duomo vecchio.

#### Collocazione cronologica
Per inquadrare con chiarezza lo spazio cronologico in cui fu realizzato il monumento funebre ci si può basare, ancora una volta, sul Chronicus de rebus Brixiae di Camillo Maggi, dal quale è tratta la citazione posta in apertura. La testimonianza del Chronicus, nondimeno, va sì considerata una preziosa fonte a cui attingere per delineare le vicende cronologiche dell'arca, ma va anche consultata con le dovute precauzioni, vista la distanza temporale di due secoli che intercorre tra gli eventi narrati e il narratore medesimo; inoltre lo stesso Camillo Maggi non riporta mai, nel corso della narrazione, su quali fonti si sia basato per descrivere i fatti che espone nella sua opera.
La fonte cinquecentesca, ciononostante, può far ipotizzare che il sepolcro di Berardo fosse stato già iniziato durante gli ultimi anni della sua signoria a Brescia (dunque nell'arco temporale 1303-1308); sempre seguendo quanto detto nel Chronicus l'arca sepolcrale, alla luce della morte del vescovo nel 1308, sarebbe stata ultimata sotto le direttive del fratello, come già evidenziato in precedenza. È inoltre la stessa cronaca cinquecentesca a collocare la dipartita dello stesso Maffeo nel corso del 1311, consentendo quindi di circoscrivere l'ultimazione del sarcofago entro quello stesso anno, e cioè il 1311. In definitiva, si può concludere che la grande arca sepolcrale sia stata ultimata plausibilmente tra la morte di Berardo (1308) e quella del fratello Maffeo (1311).

### Il Cinquecento attraverso una testimonianza settecentesca

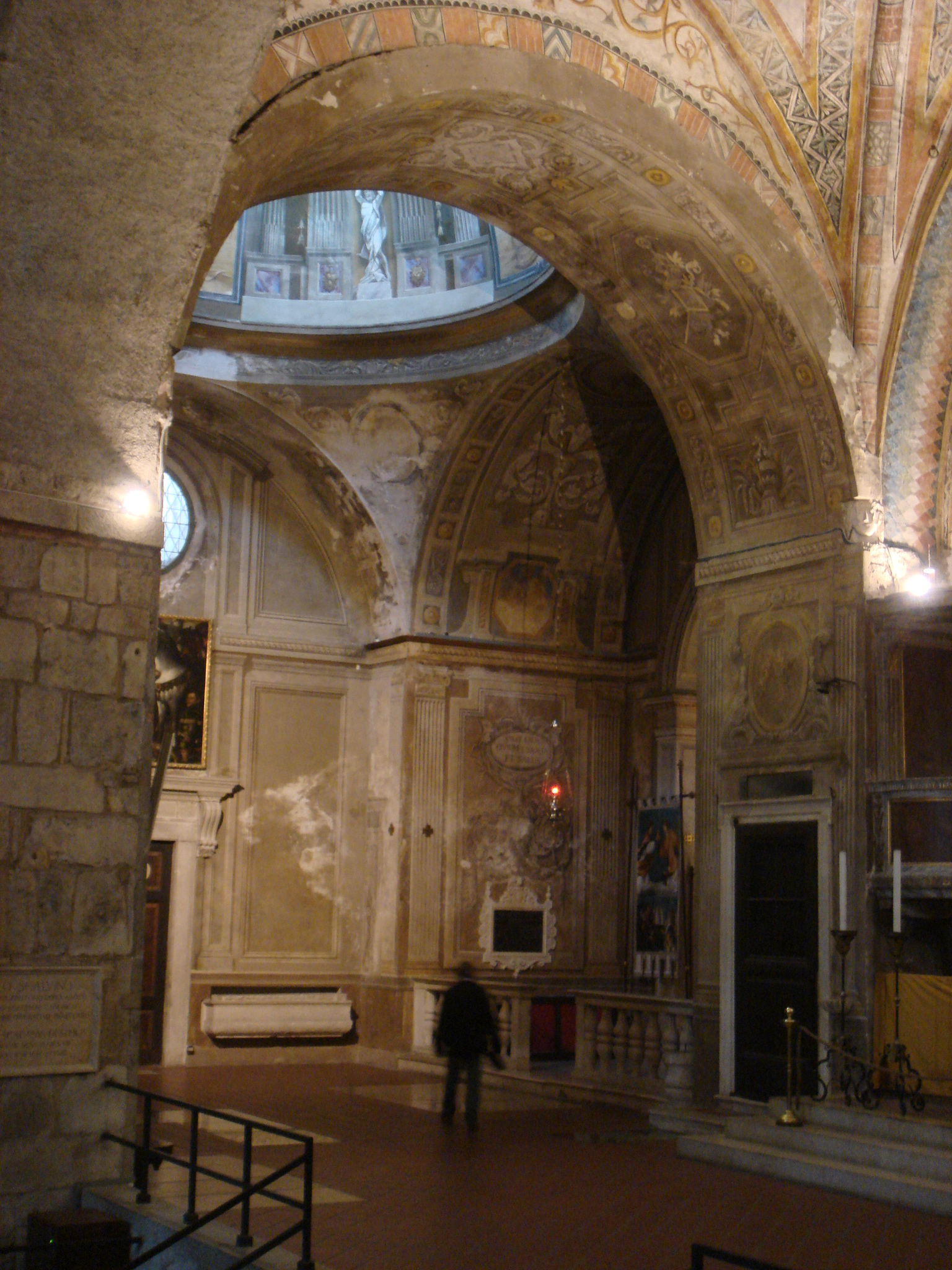
Il transetto in cui, forse, è stata collocata l'arca nel 1571; all'epoca esso comunicava, mediante un corridoio, con la basilica di San Pietro de Dom

Laddove per tutto il corso del XV secolo non vi sono notizie o fonti da riportare circa l'arca funeraria Maggi, si segnala invece nel corso del Cinquecento un importante evento, quale lo spostamento del sepolcro in questione, documentato ed ascrivibile nello specifico al 1571: questo stesso intervento non giungeva isolato, ma anzi faceva parte del più ampio progetto, auspicato e promosso dall'allora vescovo di Brescia Domenico Bollani, di risistemazione degli interni della stessa cattedrale. Alla luce di ciò il monumento funebre, dalla sua originaria e ignota collocazione, fu spostato, sopraelevato e con ogni probabilità murato nei pressi della cappella delle Sante Croci, come riportato da Baldassarre Zamboni, arciprete di Calvisano. Sempre secondo la testimonianza di quest'ultimo l'arca sarebbe stata fissata nella parete del transetto sinistro (forse posta sul timpano di una porta, a sua volta comunicante con il corridoio tramite il quale si poteva raggiungere l'adiacente basilica di San Pietro de Dom). La modifica degli interni della chiesa era da ricondurre a motivazioni di spazio e maggiore agibilità del luogo di culto per i fedeli: l'arca fu quindi spostata e posta appunto in una collocazione sopraelevata.
A seguito di questa plausibile muratura del sarcofago si può dedurre che uno dei suoi due lati fosse sacrificato alla vista e non più visibile: è forse in questa occasione, tra l'altro, che viene realizzata un'iscrizione sulla cassa marmorea mediante uno stile grafico in un ideale capitale umanistico, ben diverso da quello trecentesco del resto del sarcofago. Ulteriore elemento a riprova di una presunta posteriorità della scritta sulla cassa è l'utilizzo, nella medesima, dei numeri arabi, nel XIV secolo ancora non così diffusamente utilizzati; altro elemento a favore di questa lettura è la presenza del termine «princeps», mai utilizzato in vita dal Maggi, che anzi volle sempre definirsi come «Arbiter et arbitrator». Sempre nello stesso frangente, oltretutto, sarebbero anche stati aggiunti i supporti circolari alla base della cassa (di 22 cm di diametro ciascuno), realizzati in pietra grigia e ricorrenti, in molti casi e come tipologia, nella scultura rinascimentale: ulteriore prova, quest'ultima, di un evidente rimaneggiamento del sepolcro trecentesco in piena età rinascimentale. Il testo dell'iscrizione apposta sulla cassa così recita:
Questo presunto innalzamento cinquecentesco del sarcofago, invero assai complicato sia per dimensioni che per peso del medesimo, avrebbe portato la tomba del Maggi ad armonizzarsi e normalizzarsi con gli altri esempi di monumenti funebri presenti nel duomo vecchio, tutti murati e sostanzialmente utilizzati come decorazioni parietali, come il caso del monumento funebre di Domenico de Dominici, quello di Balduino Lambertini e di Gianfrancesco Morosini. Tuttavia, stabilire con assoluta certezza quale fosse la posizione esatta del sepolcro, e se fosse effettivamente stato murato come riportato in precedenza, è argomento assai ostico: si è già detto di come sarebbe stato difficile issare l'arca e fissarla alla parete in questione, senza considerare poi i possibili cedimenti strutturali qualora la muratura fosse stata a tutti gli effetti portata a termine, specie in mancanza di contrafforti a sostenerne l'enorme peso; a detta delle testimonianze fornite dallo Zamboni, dal Rossi e dal Brunati la tomba sarebbe stata issata e collocata nel muro in questione, benché in realtà ciò sia altamente improbabile, per tutti i motivi sopra citati. È più plausibile, invece, che il pesante sarcofago sia stato sì innalzato e appoggiato alla parete, ma non murato.

### Il Settecento e l'Ottocento
A seguito di un silenzio durato per tutto il corso del '600 è il già citato Baldassarre Zamboni a riportare nella sua opera, dopo la seconda metà del XVIII secolo, notizie riguardo al sepolcro del Maggi, premurandosi anche di produrre stampe, illustrazioni e atti riguardo alla sua storia: il tutto è compiuto tramite l'uso di documentazione e note di supporto al testo, valutando quanto detto sulla base di ricerche personali circa la vita pubblica bresciana dei secoli precedenti. È proprio grazie alla testimonianza offerta dallo Zamboni che si può registrare, contestualmente all'epoca, la situazione dell'arca, vale a dire cioè la sua posizione nella cattedrale e le condizioni in cui versava: un disegno fornito nel codice permette infatti di comprendere che il monumento funebre era situato entro una nicchia e con alla base le sfere di supporto, aggiunte in età rinascimentale e già menzionate in precedenza.
Un'altra importante raffigurazione, questa volta ottocentesca, è fornita dallo storico Federico Odorici, il quale appunto nel 1856 realizza un disegno raffigurante la medesima arca: egli predilige, in questa sede, riportare il lato più nascosto del sarcofago, ovvero quello accostato alla parete e per questo motivo meno visibile; in seguito illustra anche il lato più esposto ma in scala minore. È sempre l'Odorici, inoltre, a riportare nella sua Guida di Brescia che il monumento funebre, all'epoca, fosse accessibile all'osservatore tramite una «scaletta a tergo del monumento», a rimarcare ulteriormente la posizione sopraelevata dell'arca Maggi.

#### I restauri del Duomo vecchio ad opera di Luigi Arcioni
Già si è discusso ampiamente delle possibili collocazioni che l'arca ebbe, nel corso dei secoli, nel duomo vecchio; tuttavia, basandosi anche sul faldone Arcioni conservato nel museo di Santa Giulia, si può dedurre che, prima di essere collocato all'ingresso del luogo di culto, il monumento funebre poggiasse su una trabeazione in pietra o marmo nella zona nord-ovest della cappella delle Sante Croci, all'altezza del timpano della porta adiacente: basandosi su questa versione, dunque, il sarcofago si trovava semplicemente all'altezza della sommità del passaggio (e non necessariamente sopra di esso), come ricordato da tutte le precedenti fonti chiamate in causa, tra le quali anche la testimonianza di Baldassarre Zamboni.

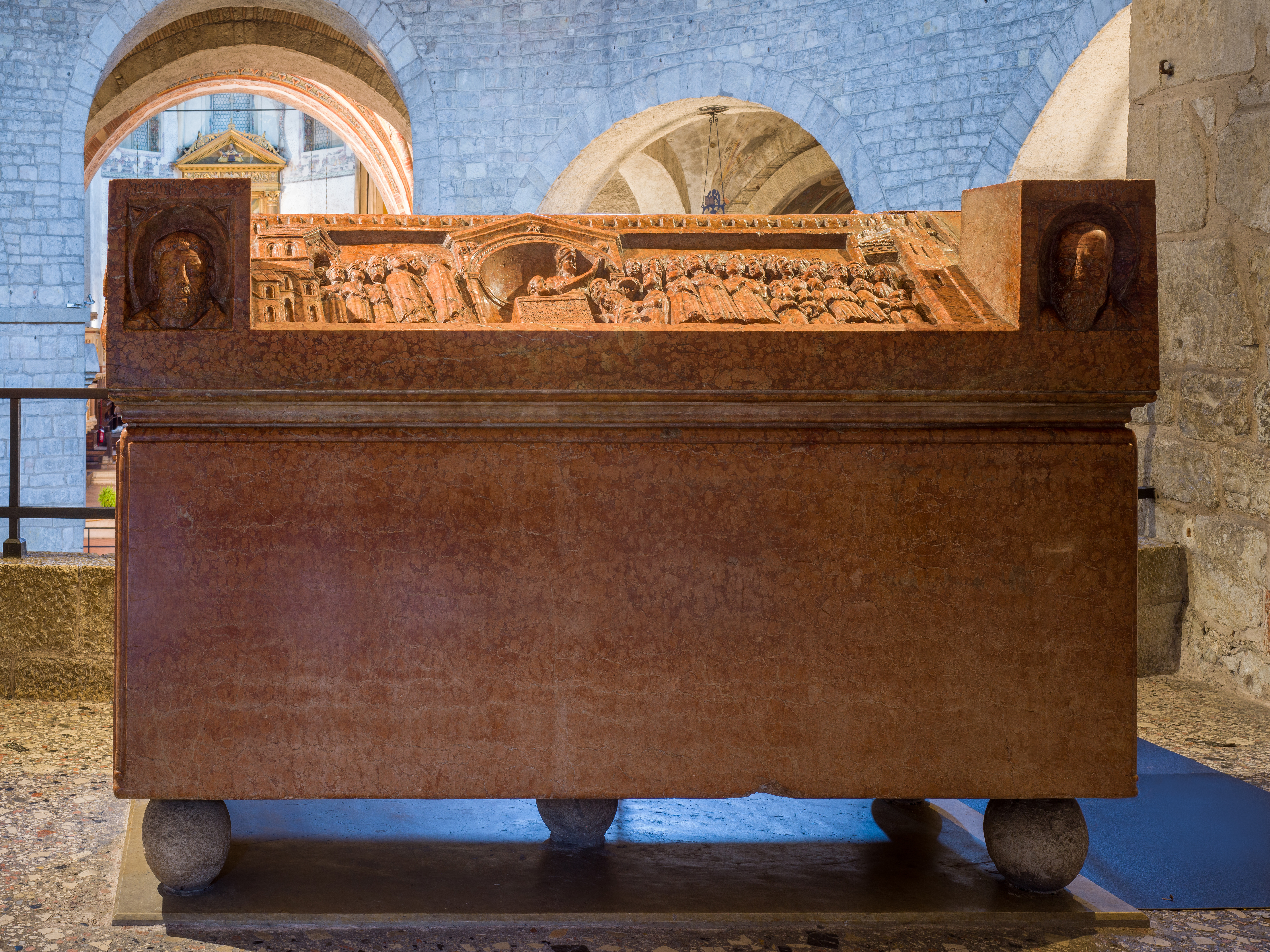
L'arca Maggi, posta da fine '800 all'ingresso della cattedrale e lì rimasta da allora

A ridosso della fine del XIX secolo furono avviati i cantieri per il restauro del duomo vecchio, supervisionati e diretti dall'architetto Luigi Arcioni. Egli ebbe modo di compiere interventi ben mirati volti alla sistemazione del luogo di culto, come per esempio rabberciare le coperture interne della cattedrale, ricostruire l'originario ingresso romanico ribassato a doppia entrata: rimarcò inoltre la posizione dei pilastri ricoprendoli ed evidenziando anche il pavimento dell'ambulacro; riportò alla luce l'antica cripta di san Filastrio, fino ad allora sigillata ed utilizzata come fossa comune, ricostruendone gli ingressi; riscoprì tra l'altro le fondamenta della precedente cattedrale, la basilica di Santa Maria Maggiore de Dom, segnandone il perimetro nella pavimentazione mediante l'uso di pietre più scure e riportandone anche alla luce alcuni mosaici pavimentali.
In generale, inoltre, compì una risistemazione degli arredi liturgici, isolandoli e facendoli risaltare per valorizzarne ulteriormente la valenza simbolica e culturale; operazione, questa, compiuta in egual modo anche per l'arca di Berardo Maggi. Il restauro del duomo vecchio si configurava dunque come una riqualificazione complessiva dell'edificio chiesastico e voleva restituire alla comunità la stessa struttura con un nuovo compito: avendo essa perso il ruolo di cattedrale cittadina a favore del duomo nuovo, le era assai più consona una veste museografica, di contenitore di opere d'arte e di storia della città. In virtù di questa rivalutazione generale, dunque, il monumento funebre del Maggi fu tolto dalla parete in cui era stato collocato più di tre secoli prima e posto di fronte l'entrata della cattedrale, posizionato decisamente più in vista e tuttavia isolato, privo di una qualunque integrazione con il resto delle opere d'arte della cattedrale.

## Descrizione

### Veduta generale
Il sarcofago è composto al livello inferiore da una cassa liscia aniconica, priva cioè di immagini o raffigurazioni, e nella parte superiore da un coperchio a falde inclinate (o anche definibile "a tetto"), con ai quattro angoli di ciascun lato degli acroteri parallelepipedi. La tipologia della stessa arca è quella del cosiddetto sarcofago ravennate, ossia di tutti quei monumenti funebri affermatisi a partire dal I secolo d.C. e riportati in auge, nel corso del Trecento, a seguito della grande disponibilità di materiali e marmi di età Antica, impiegati soprattutto in sepolture di grande prestigio; queste stesse sepolture avevano il fine ultimo, oltretutto, di restare al livello del suolo ed essere osservati dai fedeli. La composizione a tetto dell'urna, inoltre, è uno schema piuttosto ricorrente nel contesto lombardo, veneto ed emiliano del tardo Duecento e pieno Trecento. In ogni caso l'opera presenta elementi artistici ed iconografici attribuibili non solo a modelli ricorrenti in una tradizione sovraregionale, e quindi peninsulare, ma anche aspetti prettamente locali che ne accentuano le caratteristiche uniche ed assai particolari.
Il materiale utilizzato, a proposito di modelli sovraregionali e quindi archetipi ben consolidati, è il rosso ammonitico di Valpolicella, un tipo di marmo assai impiegato in ambito episcopale lombardo verso la fine del Duecento: il colore rossastro della pietra utilizzata, infatti, andava a ricollegarsi e richiamare la tradizione delle sepolture imperiali in porfido rosso antico, consolidando ulteriormente il prestigio e l'autorità del defunto; un rimando altrettanto esplicito, d'altro canto, è quello fatto a taluni modelli di sepolture per «rivendicare l'antichità della dignità metropolitana e della prima diocesi». Nella fattispecie, il sarcofago di Ariberto da Intimiano e l'arca contenente le spoglie di Sant'Ambrogio.
Sul lato prospiciente l'entrata della cattedrale è illustrata la cosiddetta Pace di Berardo Maggi, evento cruciale per le dinamiche cittadine e avvenuto nel 1298, grazie al quale infatti le fazioni cittadine guelfe e ghibelline si erano rappacificate; sulla falda opposta del coperchio (ossia quella che si affaccia sulla Platea di Santa Maria), invece, è raffigurata la salma di Berardo, effigiata con i paramenti sacri del caso: parallelamente alla sommità del coperchio e per tutta la lunghezza del catafalco, in secondo piano, è invece raffigurata la scena delle esequie, nella quale ricorrono una schiera di religiosi e canonici.

#### Un monumento funebre incompiuto
Sui due lati più corti del monumento funebre le scene raffigurate sono differenti, sia per tecnica utilizzata che per tipologia di raffigurazione: su uno di essi ricorre il tradizionale modello iconografico di San Giorgio che trafigge il drago, simbolo ricorrente della lotta tra forze del bene e del male: nella scena il santo utilizza, per colpire la bestia, una lancia somigliante all'orifiamma di Brescia; sul lato opposto è istoriata una croce patente di semplice lavorazione, poco profonda e mancante di cornice, al contrario dell'altro lato corto: la parte centrale dei bracci e la appena accennata lavorazione della croce - che suggerisce pure un certo gioco di tridimensionalità - lasciano intuire che l'arca sepolcrale in questo preciso lato sia stata lasciata incompiuta; ulteriore prova a sostegno di questa ipotesi è la mancanza di cornice ai bordi del lato, cosa che invece è presente nella raffigurazione di san Giorgio che uccide il drago.
Una leggera lavorazione a trapanatura sul bordo, alla base della raffigurazione della pace, suggerisce il contesto di un programma narrativo e iconografico che si è interrotto d'improvviso, forse proprio a seguito della repentina scomparsa di Berardo nel 1308: questi, aveva con ogni probabilità commissionato e partecipato in prima persona all'ideazione delle scene e dei modelli narrativi dell'arca, in corrispondenza, come già detto, dei suoi ultimi anni di vita. A riprova di quanto detto, oltretutto, va segnalata la mancanza di un epitaffio: vista la complessa struttura iconografica e artistica dell'arca funebre, pare poco plausibile che potesse mancare un'intitolazione che illustrasse il prestigio del defunto.

### Il lato dellaPace di Berardo Maggi

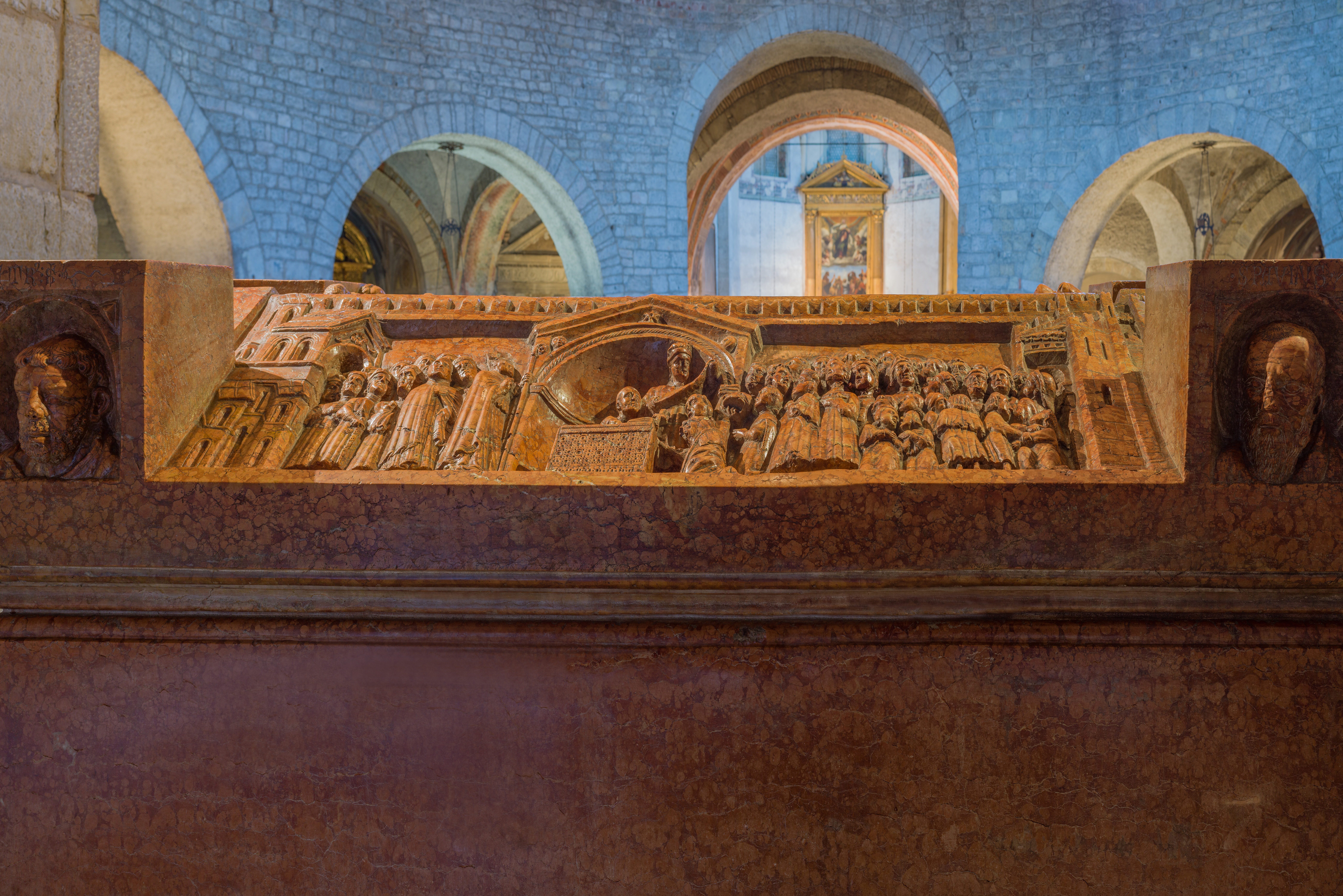
L'arca osservata dall'entrata del duomo vecchio

Nel gisant posto innanzi l'entrata della cattedrale, come già evidenziato, si può osservare la scena della cosiddetta Pace di Berardo Maggi: il complesso apparato iconografico e figurativo di questa scena è degno di analisi, dal momento che la vicenda riportata costituisce forse l'evento più importante, nonché una sintesi ideale, dell'intera signoria di Berardo Maggi a Brescia.
La scena intercorre nell'intera lunghezza della falda del coperchio, quasi a voler cercare di sfruttare tutto lo spazio a disposizione (180,5×55 cm). Essa è infatti racchiusa, idealmente, dai due acroteri posti ai bordi del coperchio stesso; l'evento raffigurato è circoscritto ulteriormente, poi, dai merli delle mura cittadine e vede una suddivisione della schiera di uomini in diversi gruppi, i quali convergono tutti verso l'altare raffigurato al centro della scena. Da sinistra verso destra, così si articola il complesso corteo:
1. Un gruppo di dignitari ecclesiastici e di laici (tra i quali si annoverano il capitano del popolo, collocato al centro e distinguibile per lo scudo che impugna, e il podestà, identificabile grazie alla spada che porta alla cintola e ancora riposta nel fodero[63]) procede verso la struttura al centro della falda ed è guidato alla testa dallo stesso Berardo Maggi, raffigurato in atteggiamento benedicente:[64] unica figura a presentare il volto mutilo o comunque danneggiato, il vescovo indossa poi la mitra, il cingulum, il piviale e porta nella mano sinistra il pastorale; il gruppo alle sue spalle si muove all'unisono da un edificio posto sull'estremità sinistra della falda, una chiesa a pianta longitudinale, coperta a embrici e visibile sulla scena nella sua navata centrale, con i contrafforti alle navate laterali: si tratta dell'antica basilica di San Pietro de Dom,[64] luogo preposto alle riunioni della Pars Ecclesiae, ossia quella fazione che al tempo governava la città e di cui lo stesso Maggi faceva parte.[62][65][66]

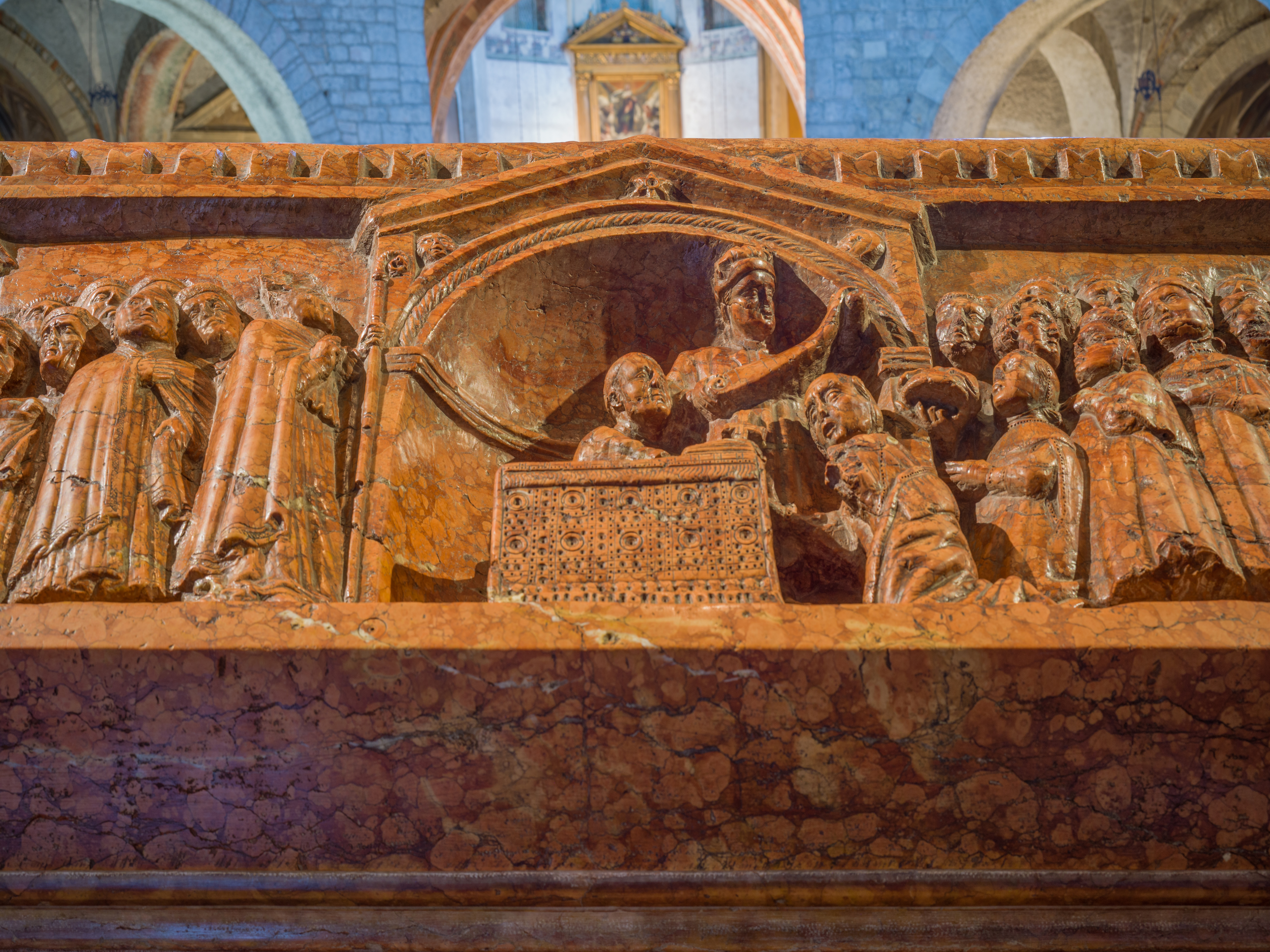
La scena centrale del giuramento in corrispondenza del centro stesso della falda

2. La scena centrale del giuramento in corrispondenza del centro stesso della faldaAl centro della falda si apre la scena del giuramento, il quale prende posto in un edificio di culto a pianta centrale e con ogni probabilità romanico:[62] l'arco maggiore, raffigurato all'altezza della merlatura, è costellato dai simboli del Sole, della Luna e delle Stelle, volti a richiamare gli affreschi presenti nel presbiterio del duomo vecchio[N 6] ed ispirati alla medievale teoria del Sole e della Luna;[62] ad onor del vero, è opportuna citare anche l'esistenza, nella piazza del Duomo del tempo, del battistero di San Giovanni, anch'esso a pianta centrale e altro potenziale luogo del giuramento. I motivi che spingono tuttavia a considerare più plausibile l'utilizzo della cattedrale romanica sono molteplici: il già citato affresco del presbiterio, il fatto che la stessa Rotonda fosse appunto sede della cattedra vescovile e la non indifferente maggiore capienza che la stessa cattedrale aveva rispetto al già citato battistero.[67] Nell'idealizzata raffigurazione del duomo vecchio si svolge dunque la cerimonia del giuramento, più precisamente presso un altare che viene illustrato, sulla falda, quasi a voler ricordare un paliotto di oreficeria: proprio in corrispondenza del paliotto e in prima vista, un funzionario civico è chinato e presenta gli oggetti interessati dalla dichiarazione, ossia un libro, impugnato con la destra, ed una croce, che è invece impugnata con la mano sinistra;[62][64][68] un'altra figura rappresentata nella cattedrale, ma in secondo piano, è un funzionario laico, plausibilmente un notaio o un araldo: raffigurato con la toga ed il tocco, è intento a leggere la sententia emanata dal vescovo su un rotolo di pergamena srotolato.[56][68][69] Vicino ai due è ritratto un miles, ossia un soldato, nell'atto di inginocchiarsi e con la mano sul Vangelo, quasi come un vassallo, a giurare solennemente su di esso.[62][70]
3. L'ultima parte del corteo è quella inclusa, sempre osservando da sinistra verso destra, tra l'edificio chiesastico al centro della falda e una struttura turrita[N 7] alla sua estrema destra, senza dubbio fortificata, visto il motivo in blocchi di pietra con cui si presenta e la sua copertura in coppi su travature: dalla medesima porta sulla destra, poi, giunge una schiera di uomini intenti ad ascoltare le condizioni del giuramento, o comunque ad assistere alla cerimonia di pacificazione.[62][64][68] Le varie reazioni e atteggiamenti riportati sono molteplici, così come il vestiario di ciascun membro del corteo: taluni sono vestiti come cives (cittadini) e sono raffiguranti mentre si baciano, a voler testimoniare la pacificazione interna;[68] altri ancora, ora genuflessi, ora riluttanti, portano solamente una gonnella cinta alla vita, ad indicare la loro estrazione contadina e quindi la provenienza dal vicino contado bresciano.[64][65]

#### La tipologia di raffigurazione e i due acroteri della falda
Le scelte iconografiche e figurative della Pace richiamano in un certo modo i sarcofagi antichi, alludendo inoltre - nella tripartita schiera di personaggi - alla struttura delle miniature delle Bibbie carolinge. La scena, tra l'altro, sembra continuamente oscillare tra macrocosmo e microcosmo, in una bivalenza assai sottile che è analoga alla dicotomia città terrena-città celeste. Riducendo l'apparato decorativo alla sua ossatura portante, si individua dunque nella scena centrale del giuramento l'iconografia della cosiddetta Traditio Pacis, variante della stessa Traditio legis; ai due lati di quest'ultima, quasi ad incorniciarla ed ornarla, sono infatti ospitati nei due rispettivi acroteri gli apostoli Pietro e Paolo.
Con le già citate tipologie di soggetti e di modalità figurative, traspare chiaramente la volontà di ricordare Berardo come un pacificatore, un concessore di leggi e dunque di Pace: il tutto teso a richiamare l'antichissima iconografia, di paleocristiana memoria, della lettura di una sententia; il contesto, poi, risulta ulteriormente rafforzato dalla presenza di Pietro e Paolo, santi eponimi dell'altra cattedrale bresciana del tempo.

### Il lato delleEsequiee della salma
Nel lato posteriore il gisant stesso affonda nella bara, facendo emergere solo i quattro pomelli lignei, finemente cesellati al tornio; il catafalco invece, contrariamente agli stessi pomelli, risulta coperto da uno sfarzoso drappo e dunque non visibile. Adagiata e distesa su quest'ultimo vi è la salma del Maggi, vegliata ai quattro angoli dai simboli apocalittici degli evangelisti: sia seduti che genuflessi, tali figure sono caratterizzate da una ricercatezza formale degna di nota, sia per quanto riguarda le posture che per i vari atteggiamenti che ciascuno manifesta. Da segnalare anche i dettagli nell'abbigliamento, assai pregiato e sfarzoso, così come le fattezze antropomorfiche con cui sono ritratti, eccezion fatta per le tre teste di animali.
L'acroterio posto in corrispondenza della testa del Maggi raffigura i santi patroni di Brescia, Faustino e Giovita, racchiusi entro una coppia di colonne tortili; essi sono paralleli e idealmente correlati sia all'opposto acroterio, quello che raffigura san Pietro, sia al lato corto dell'arca su cui è raffigurato san Giorgio; l'altro acroterio, raffigurante i vescovi Apollonio e Filastrio, è a sua volta connesso con la raffigurazione di san Paolo e quella della croce patente, appartenente all'altro lato corto.
La già citata salma del Maggi è raffigurata, in questo frangente, con gli abbigliamenti tipici di un alto prelato: le insegne diaconali (dalmatica e manipolo), sacerdotali (casula e omerale) e anche pontificali (chiroteche, mitra, anello e pastorale); la salma inoltre non reca le braccia incrociate ma anzi riporta con la mano destra un atteggiamento benedicente; gesto, quest'ultimo, assai inusuale nella tipologia delle tombe episcopali italiane, dove le mani sono solitamente incrociate in corrispondenza della vita. Forse l'ispirazione per questa iconografia anomala, e cioè la raffigurazione con la mano destra benedicente, può essere stata mutuata da modelli transalpini. La testa del vescovo, poi, è poggiata su un cuscino a nappe e gli occhi sono chiusi.
Il realismo del volto, così come la fronte corrugata, le guance quasi cascanti e le rughe disposte attorno agli occhi, restituiscono un ritratto del Maggi molto più dettagliato rispetto alla raffigurazione della Pace collocato nel broletto cittadino: in base a questi dettagli, forse, la figura dell'arca sarebbe stata realizzata su modello di una maschera mortuaria, o, addirittura, osservando de visu il cadavere del Maggi. La stessa componente realistica dei tratti somatici già menzionati, inoltre, è assai analoga a quella riscontrabile nel monumento funebre al cardinale Guglielmo Longhi, conservato nella basilica di Santa Maria Maggiore a Bergamo.
Nella parte superiore della falda, in secondo piano e parallelamente al culmine del coperchio e su tutta la sua lunghezza, è narrata la scena delle Esequie; quest'ultima è dominata da una complessa teoria di personaggi, delimitati in ciascuna estremità da una coppia di candelabri, a loro volta affiancati da una croce astile patente per ciascuno e sorrette da chierici, orientati verso il centro della scena. La schiera in questione, caratterizzata da un'articolata struttura, risulta interessante ai fini della comprensione dell'inquadramento simbolico e iconografico del gisant; essa si può suddividere in gruppi e, letta da sinistra verso destra, compaiono:

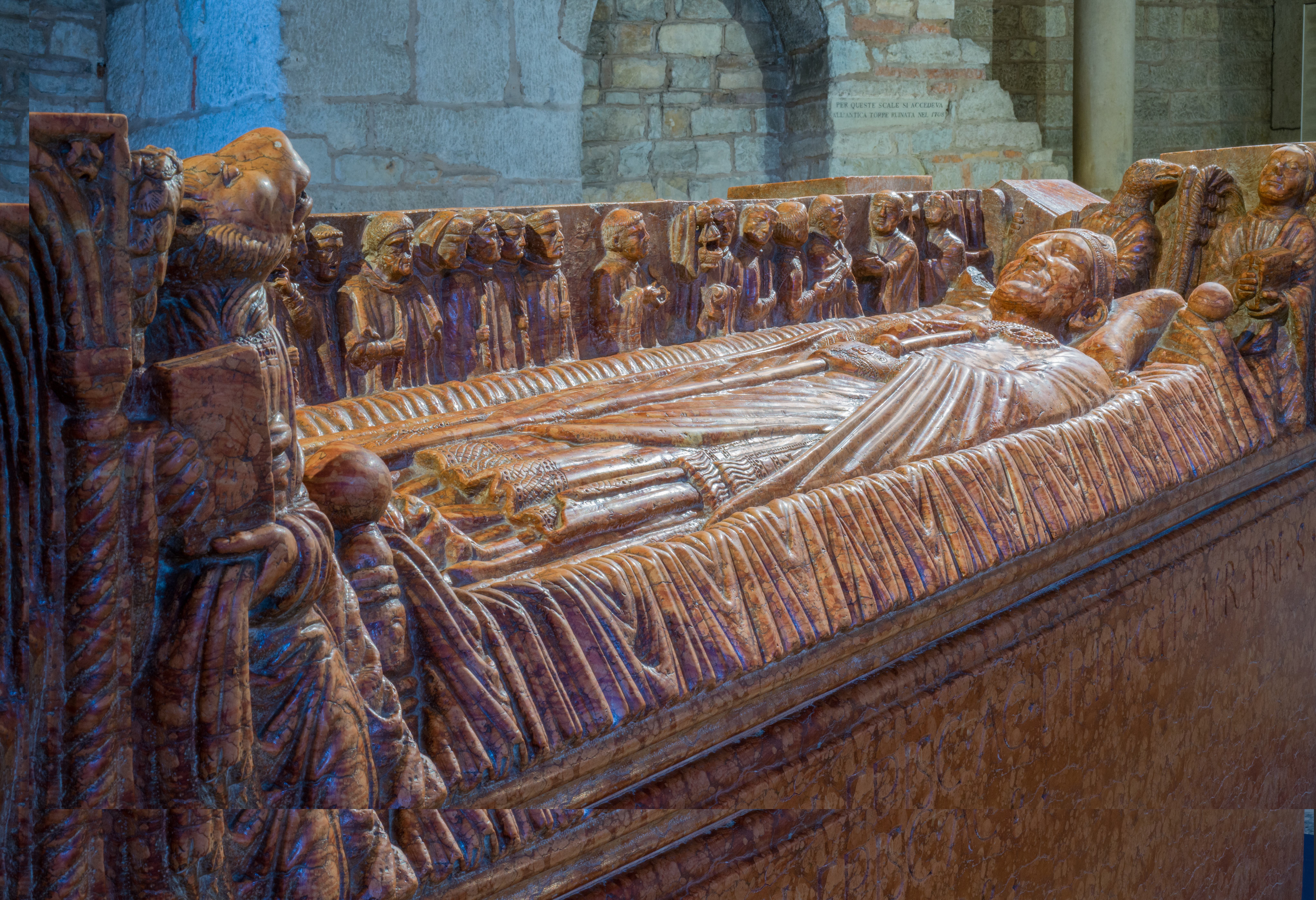
La salma del Maggi

1. La salma del Maggicinque figure di ecclesiastici, distinguibili per il cosiddetto biretus e cappa che indossano e verosimilmente canonici, abati, chierici e preposti, collocate ai piedi del Maggi.[72][79] Sono raffigurati mentre pregano e con i doppieri in mano; possono essere ritenuti, con tutta probabilità, o membri del Capitolo della cattedrale o abati dei vari monasteri cittadini;[72][79] in secondo piano si distinguono, dotati di semplice tonsura ad indicarne il rango inferiore, due cantores a bocca aperta in atteggiamento orante.[79]
2. Altre cinque figure di religiosi, probabilmente canonici, questa volta ritratti in atteggiamento più raccolto e composto.[79] Al centro della quinta il contesto muta, sia per via della presenza di nuovi personaggi, sia per un generale senso di moto differente, più evidente infatti rispetto alla sezione precedente.[75] Altri due chierici tonsurati, infatti, attendono con pazienza i preparativi per incensare la salma del Maggi: il profumo nel frattempo viene estratto da una navicella dall'incensarius,[N 10] ossia il chierico più a sinistra, affiancato a sua volta da un turiferarius; quest'ultimo avvicina al viso mediante la mano destra un turibolo di forma sferica, soffiandovi dentro probabilmente per ravvivarne le braci.[75][80] Nella mano sinistra egli regge dei fascicoli contenenti i salmi da recitare nella funzione. Tutti i personaggi descritti in questo frangente, comunque, sono chiaramente identificabili e distinguibili per i paramenti liturgici di cui sono dotati, ossia la tunica e il superpelliceum, che infatti denotano chiaramente i compiti liturgici a cui sono destinati, seppur non ne esplicitino il rango episcopale.[79]
3. Due diaconi, un sacerdote e un chierico, i quali compaiono in questa sezione in uno spazio molto più dilatato e abbondante rispetto alle altre figure, sia per sottolineare ulteriormente i ruoli di ciascuno, sia per catalizzare l'attenzione dell'osservatore verso il volto del Maggi, vero soggetto della funzione e della scena.[75][N 11] Il primo diacono da sinistra regge un sacramentario e sembra osservare con attenzione l'operato del vicino turiferarius; il secondo invece regge il lembo del mantello dell'officiante al rito, il quale, anziano e già impegnato nel sollevare l'aspersorio, immerge lo stesso strumento nel catino, sorretto nel frattempo dall'ultimo diacono.[79]

#### Linguaggio simbolico e figurativo della scena
Sia la divisione in gruppi della schiera, già evidenziata in apertura, sia la gerarchia delineata nella teoria di personaggi e la loro cesura in diversi atteggiamenti e dinamicità, esprimono l'eccezionalità della scena stessa: un rito di esequie assolutamente non comune, sia per la sfarzosità della funzione che per la presenza di parenti del defunto e componenti della medesima pars ecclesiae. Inoltre la scena della processione funebre, aperta e chiusa da un modulo di chierici con croce astile e candelabri, suggerisce una struttura circolare, ad anello, la quale simbolicamente allude alla Rotonda cittadina, matrice urbana di Brescia.
Il fitto apparato iconografico di questa falda, poi, sembra imbastire nel complesso un linguaggio simbolico altamente ricercato e raffinato, a maggior ragione perché strettamente correlato all'altro lato del coperchio: lo spazio fisico in cui si svolge la scena delle esequie, con tutta probabilità, si può individuare nel presbiterio, di fronte il catino absidale e l'altare maggiore; tale scenario è infatti riportato alla stessa altezza nell'altro gisant, dove è raffigurata la scena della pace, a significare un linguaggio iconografico di elevatissima ricercatezza che unisce due opposte raffigurazioni, al contempo legate tra loro. Questa netta correlazione insieme contrapposizione, evidentemente, rimanda all'immagine onnicomprensiva del Maggi, che fu infatti capace di sintetizzare le figure di guida spirituale e temporale in egual modo; le due falde del coperchio, in questo senso, esprimono brillantemente la duplice natura della signoria di Berardo, ora vescovo, ora signore di Brescia.